# Thrypticus thoracicus
Thrypticus thoracicus är en tvåvingeart som först beskrevs av Johann Wilhelm Meigen 1824.  Thrypticus thoracicus ingår i släktet Thrypticus och familjen styltflugor. Inga underarter finns listade i Catalogue of Life.